# 先進過程控制
在控制理论中，先進過程控制（Advanced process control，簡稱APC）是指許多工業過程控制系統中會用到的技術及技巧。先進過程控制一般是在「基本」的過程控制以外，選擇性布署的部份。基本的過程控制是根據過程本身所設計及建構，方便基本的操作、控制以及自動化的需求。先進過程控制一般是循序增加的，可能是在幾年以後增加，目的是希望此程序中達到性能或是經濟上的提昇。
此處的过程控制一般是指連續流制程製造業（process industries），包括化工業、石化業、石油和矿物精炼、食品加工、制藥業、電廠等。這些產業的特點是連續性的加工程序以及流體處理，和分立零件制造（如汽車業及電子業）不同。過程自動化和過程控制在本質上是類似的。
过程控制會佈置在过程控制系統內，过程控制系統可能是分散控制系統（DCS）、可编程逻辑控制器（PLC）、或監督控制用的電腦。所用的DCS及PLC是針對工業應用進行強化的，且有容錯的特性。監督控制電腦多半沒有工業上的強化的，也沒有容錯，不過可以加強系統的運算能力，可以處理重要（但非關鍵性的）先進控制應用。依應用的不同，先進控制可能會在DCS內，也可能在監督控制電腦內。而基本控制會在DCS及PLC內。

## 先進過程控制的分類
以下是幾個先進過程控制的類別：
- 先進監管控制（Advanced regulatory control、簡稱ARC）是指一些已證實有效的先進控制技術，例如覆寫增益或是適應性增益。先進監管控制也是一泛用式的詞，可以指任何客製化的技術，或是較複雜，無法放在其他分類中的技術。先進監管控制一般會用分散控制系統層級的功能方塊或是客製編程能力來實現。有時先進監管控制會在監控電腦的層級實現。
- 先進過程控制（Advanced process control、簡稱APC）是指一些已證實有效的先進控制技術，例如前饋、解耦、以及推論控制（inferential control），先進過程控制也可能包括以下提到的先進過程控制。先進過程控制一般會用分散控制系統層級的功能方塊或是客製編程能力來實現。有時先進過程控制會在監控電腦的層級實現。
- 多變數模型預測控制（MPC）是廣為使用的技術，一般會佈署在監控電腦中，會識別重要的獨立過程變數以及應變過程變數，以及其中的動態關係（模型），多半會用以矩陣數學為基礎的控制和最佳化演算法，以便同時控制多個變數。應用模型預測控制的一個條件是在控制器運作範圍內，這些變數的關係需要是線性的。自從1980年代起，監控電腦已有可以運作MPC的運算能力，自此模型預測控制就是先進過程控制的主流之一。
- 非線性模型預測控制，和多變數模型預測控制一樣應用了動態模型以及矩陣數學為基礎的控制。不過不要求模型一定要線性。非線性模型預測控制適用於一些過程增益或是動態會變化的過程（例如存在死區或是時間延遲）。
- 推論控制（inferential control）：在推論之後的概念是用已有的過程量測（例如溫度和壓力）來計算一些直接量測太過花時間，或是成本太高的性質。推論的準確性可以用定期的實驗分析來做交叉比對。推論可以用來取代實際的線上分析裝置，提供作業員資訊、和底層的過程控制器或是多目標控制器串接。
- 順序控制（Sequential control）是指連續過程下使用的離散時間、以事件為基礎的自動化程序。可以用許多時間和邏輯相關的功能方塊、客製的演算法、或是用形式化的的順序功能流程圖來實現。
- 智能控制是使用各種人工智能運算技術的控制理論，使用的人工智慧有人工神经网络、贝叶斯概率、模糊逻辑、机器学习、进化计算和遗传算法。

## 相關技術
以下是一些和先進過程控制相關的技術，其中也有不少會歸類在先進過程控制裡。
- 统计过程控制（SPC）比較常用在個別零件的製造以及批次過程控制。统计过程控制中的「过程」是指工件和品質的控制過程，不是連續的過程控制。
- 批次過程控制（參考ANSI/ISA-88）會用在非連續性的批次過程中，像是製藥、化學品以及食物等。
- 以模擬為基礎的最佳化會整合以電腦為基礎的動態或是穩態模擬模型，以此來即時決定運作目標的最佳值，此最佳化會定時進行，可能是每小時執行，也可能是每天執行。這有時會視為是先進過程控制的一部份，不過這個屬於新興技術，而且常常也視為是製造規劃和最佳化（MPO）的一部份。
- 製造規劃和最佳化（MPO）是指用正在進行的商業活動來達到組織所規劃的最佳運作目標，運作目標可能是人工決定，也可能是过程控制系統先提出，再經討論後決定的。
- 安全儀表系統是指一個獨立於過程控制系統的安全系統，在實體和管理上都獨立，目的是確保過程的基本安全。

## APC業務和專家
APC專家（APC Professional）也稱為APC工程師（APC Engineers）或控制應用工程師，負責設計、實現以及維護先進過程控制系統。所受的訓練會和其應用領域有關，例如在過程產業（process industries）中，許多APC工程師會有化工的背景，有過程控制以及化學流程的專業。
許多大型的工廠（例如煉油廠）會有許多的控制工程技師和專業人員，負責內容包括現場的儀表、管理控制系統（DCS和PLC）、先進過程控制、控制系統網路以及安全。依照工廠大小和環境的不同，這些人可能會負責多個廠區的設備，或是每個廠區有專人負責。也可能會有一個或多個流程控制服務公司來支援這些服務。

## 人工智慧與過程控制
在過程控制中應用人工智慧、機器學習以及深度學習也是先進過程控制中的一種，利用人工智慧來讓運行的參數最佳化。
石化過程控制系統中的運作和邏輯，以往只依照決定參數的物理方程以及操作人員根據經驗和操作手冊的人工介入。人工智慧以及機器學習演算法可以深入動態運作條件、進行分析並且建議最佳化參數，可能是直接調整邏輯，也可能是告知操作人員。這類智慧模型的介入在成本、產量以及安全性上都可以優化。

## 詞語
- APC：先進過程控制，包括前饋、解耦合以及客製演算法，一般會在DCS為基礎的系統上實現。
- ARC: 先進監管控制，包括適應性增益、覆寫、邏輯、模糊邏輯、順序控制、設備控制以及客製演算法，一般會在DCS為基礎的系統上實現。
- Base-Layer：包括DCS、SIS、現場設備、其他DCS子系統（例如分析器、設備健康系統）以及PLC。
- BPCS：基本過程控制系統（Basic process control system）
- DCS：分散控制系統，常常也是基本過程控制系統的同義詞。
- MPO：製造計劃及最佳化（Manufacturing planning and optimization）
- MPC：多變數模型預測控制
- SIS：安全儀表系統
- SME: 領域專家（英语：subject matter expert）

## 外部連結
- Article about Advanced Process Control.